# اینا ژوانتسکایا
اینا ژوانتسکایا (انگلیسی: Inna Abramovna Zhvanetskaia؛ زادهٔ ۲۰ ژانویهٔ ۱۹۳۷) آهنگساز اهل اوکراین است.